# Cure Bowl 2018
Match précédent Match suivant
Le Cure  Bowl 2018 est un match de football américain de niveau universitaire joué après la saison régulière de 2018, le 15 décembre 2018 au Camping World Stadium d'Orlando dans l'État de Floride aux États-Unis. 
Il s'agit de la 4e édition du Cure  Bowl.
Le match met en présence l'équipe des Ragin' Cajuns de Louisiana issue de la Sun Belt Conference et l'équipe des Green Wave de Tulane issue de l'American Athletic Conference.
Il débute à 13 h 30, heure locale (19 h 30 en France) et télévisé par ESPN.
Sponsorisé par le détaillant automobile AutoNation (en), le match est officiellement dénommé le AutoNation Cure Bowl 2018.
Green Wave de Tulane remporte le match 41 à 24.

## Présentation du match
| Équipes                                                                                    | Conférences | Entraîneurs       | Stats. saison rég. | Classements avant le bowl CFP-AP-Coaches |
| ------------------------------------------------------------------------------------------ | ----------- | ----------------- | ------------------ | ---------------------------------------- |
| Ragin' Cajuns de Louisiana                                                                 | Sun Belt    | Billy Napier (en) | 7 - 6              | NC                                       |
| Green Wave de Tulane                                                                       | AAC         | Willie Fritz (en) | 6 - 6              | NC                                       |
| Arbitre : Jonathan Noli Équipe donnée favorite par les bookmakers : Tulane par 3,5 points. |             |                   |                    |                                          |

Il s'agit de la première apparition des deux équipes au Cure Bowl.
C'est la 27e rencontre entre ces deux équipes. La dernière rencontre a eu lieu en 2016 à La Nouvelle-Orléans (victoire de Tulane sur le score de 41 à 39). 
C'est la seconde fois que ces deux équipes se rencontrent lors d'un bowl puisqu'elles se sont rencontrées lors du New Orleans Bowl 2013 (victoire 24 à 21 de Louisiana). 
Tulane mène les statistiques avec 22 victoires pour 4 défaites.

### Ragin' Cajuns de Louisiana
Avec un bilan global en saison régulière de 7 victoires et 6 défaites (5-3 en matchs de conférence), Louisiana-Lafayette est éligible et accepte l'invitation pour participer au Cure Bowl de 2018.
Ils terminent 1er de la West Division en Sun Belt Conference et jouent la première finale de cette conférence qu'ils perdent 30-19 contre les Mountaineers d'Appalachian State.
À l'issue de la saison 2018 (bowl non compris), ils ne seront pas repris dans les classements CFP, AP et Coasches.
Il s'agit de leur première apparition au Cure Bowl.
| Poste       | Joueur             | Statistiques                                                      |
| ----------- | ------------------ | ----------------------------------------------------------------- |
| Quarterback | Andre Nunez        | 174/270 passes réussies pour 2136 yards, 19 TDs, 12 interceptions |
| Coureur     | Trey Ragas         | 197 courses pour 1141 yards nets gagnés et 8 TDs                  |
| Receveur    | Ja'Marcus. Bradley | 38 réceptions pour 557 yards et 10 TDs                            |

### Green Wave de Tulane
Avec un bilan global en saison régulière de 6 victoires et 6 défaites (5-3 en matchs de conférence), Tulane est éligible et accepte l'invitation pour participer au Cure Bowl de 2018.
.
Ils terminent 3e de la West Division de l'American Athletic Conference derrière Memphis et Houston.
À l'issue de la saison 2018 (bowl non compris), ils n'apparaissent pas dans les classements CFP, AP et Coaches.
Il s'agit de leur première apparition au Cure Bowl.
| Poste       | Joueur          | Statistiques                                                   |
| ----------- | --------------- | -------------------------------------------------------------- |
| Quarterback | Justin McMillan | 68/136 passes réussies pour 1159 yards, 9 TDs, 3 interceptions |
| Coureur     | Darius Bradwell | 166 courses pour 984 yards nets gagnés et 9 TDs                |
| Receveur    | Darnell Mooney  | 47 réceptions pour 987 yards et 8 TDs                          |

## Résumé du match
Résumé et photo sur la page du site francophone The Blue Pennant.
Début du match à 13 h 35, fin à 16 h 53 pour une durée totale de jeu de 3 h 18.
| QT          | Temps       | Drive       | Drive       | Drive       | Équipe      | Description de l'action                                                                                         | Score | Score |
| QT          | Temps       | Jeux        | Yards       | TDP         | Équipe      | Description de l'action                                                                                         | LLU   | TUL   |
| ----------- | ----------- | ----------- | ----------- | ----------- | ----------- | --- | ----- | ----- |
| 1           | 12:25       | 6           | 75          | 02:35       | LLU         | TD à la suite d'une course de 38 yards par RB Raymond Calais + 1 point par K Kyle Pfau                          | 7     | 0     |
| 1           | 09:49       | 7           | 75          | 02:29       | TUL         | TD à la suite d'une course de 15 yards par RB Darius Bradwell + 1 point par K Merek Glover                      | 7     | 7     |
| 1           | 05:21       | 6           | 55          | 02:59       | TUL         | TD de 38 yards par WR Terren Encalade à la suite d'une passe de QB Justin McMillan + 1 point par K Merek Glover | 7     | 14    |
| 1           | 00:48       | 8           | 63          | 02:36       | TUL         | TD à la suite d'une course de 1 yard par RB Amare Jones + 1 point de conversion par K Merek Glover              | 7     | 21    |
| 2           | 10:14       | 9           | 35          | 04:32       | TUL         | FG de 38 yards par K Merek Glover                                                                               | 7     | 24    |
| 2           | 00:00       | 4           | 11          | 00:23       |             | FG de 43 yards par K Kyle                                                                                       | 10    | 24    |
| 3           | 09:46       | 6           | 62          | 01:50       | LLU         | TD à la suite d'une course de 3 yards par RB Elijah Mitchell + 1 point par K Kyle Pfau                          | 17    | 24    |
| 3           | 02:58       | 12          | 73          | 02:58       | TUL         | FG de yards par K                                                                                               | 17    | 27    |
| 4           | 10:16       | 4           | 56          | 01:04       | LLU         | TD de 13 yards par WR Jarrod Jackson à la suite d'une passe de QB Andre Nunez + 1 point par K Kyle Pfau         | 24    | 27    |
| 4           | 03:49       | 13          | 75          | 06:27       | TUL         | TD à la suite d'une course de 15 yards par RB Darius Bradwell + 1 point de conversion par K Merek Glover        | 24    | 34    |
| 4           | 03:06       | 4           | 19          | 00:22       | TUL         | TD à la suite d'une course de 16 yards par QB Justin McMillan + 1 point par K Merek Glover                      | 24    | 41    |
| Score final | Score final | Score final | Score final | Score final | Score final | Score final | 24    | 41    |

## Statistiques
| Nom                  | Équipe               | Poste |
| -------------------- | -------------------- | ----- |
| Darius Bradwell (en) | Green Wave de Tulane | RB    |

| Statistiques                           | LLU                                                  | TUL                                                 |
| -------------------------------------- | ---------------------------------------------------- | --------------------------------------------------- |
| 1er down                               | 11                                                   | 28                                                  |
| 1er down à la course                   | 5                                                    | 19                                                  |
| 1er down à la passe                    | 6                                                    | 8                                                   |
| 1er down suite pénalité                | 0                                                    | 1                                                   |
| Conversion de 3e down                  | 4/13                                                 | 7/15                                                |
| Conversion de 4e down                  | 1/2                                                  | 2/3                                                 |
| Jeux–yards                             | 55 jeux pour 258 yards                               | 86 jeux pour 482 yards                              |
| Yards à la course                      | 30 courses pour 84 yards moyenne de 2,8 yards/course | 68 courses pour 337 yards moyenne de 5 yards/course |
| Yards à la passe                       | 174                                                  | 145                                                 |
| Passes : Réussies-Tentées-Interceptées | 11/25 passes complétées, 1 interception              | 11/18 passes complétées, 1 interception             |
| Réussite en zone rouge/chances         | 2/2                                                  | 6/6                                                 |
| TD                                     | 3                                                    | 5                                                   |
| Field Goals                            | 1/1                                                  | 2/2                                                 |
| Sacks (Nombre-Yards)                   | 2 pour 10 yards adverses perdus                      | 6 pour 39 yards adverses perdus                     |
| Fumbles (Nombre/Perdus)                | 0/0                                                  | 1/1                                                 |
| Pénalités (Nombre/Yards perdus)        | 1 pour 15 yards perdus                               | 1 pour 5 yards perdus                               |
| Temps de possession                    | 19:29                                                | 40:31                                               |

| Quarterbacks        | Quarterbacks    | Quarterbacks                                                                               |
| ------------------- | --------------- | ------------------------------------------------------------------------------------------ |
| LLU                 | Andre Nunez     | 8/17 passes complétées, 136 yards, 0 interception, 1TD, 5 sacks subis, évaluation QB=133,7 |
| LLU                 | Levi Lewis      | 3/7 passes complétées, 38 yards, 0 TD, 1 interception, 1 sack subi, évaluation QB=59,9     |
| NT                  | Justin McMillan | 11/18 passes complétées, 145 yards, 1 interception, 1 TD, 2 sacks subis, évaluation QB=136 |
| Meilleurs coureurs  |                 |                                                                                            |
| LLU                 | Raymond Calais  | 3 courses pour 41 yards nets gagnés, 1 TD, moyenne de 13,7 yards/course                    |
| NT                  | Darius Bradley  | 35 courses pour 150 yards nets gagnés, 2 TD, moyenne de 4,3 yards/course                   |
| Meilleurs receveurs |                 |                                                                                            |
| LLU                 | Ryheem Malone   | 3 réceptions pour 59 yards gagnés, 0 TD                                                    |
| NT                  | Terren Encalade | 5 réceptions pour 93 yards gagnés, 1 TD                                                    |
| Meilleurs tacklers  |                 |                                                                                            |
| LLU                 | Ferrod Gardner  | 8 tacles dont 6 en solo                                                                    |
| NT                  | Zachery Harris  | 8 tacles en solo, 2 sacks (17 yards), 3 TFL (21 yards)                                     |